# هوراس إتش كامينغز
هوراس إتش كامينغز (بالإنجليزية: Horace H. Cummings)‏ هو مترجم أمريكي، ولد في 12 يونيو 1858، وتوفي في 1 أغسطس 1937.